# Kościół Świętej Trójcy w Tykocinie
Kościół parafialny pod wezwaniem Trójcy Przenajświętszej w Tykocinie oraz zespół klasztorny pomisjonarski został wzniesiony z fundacji hetmana Jana Klemensa Branickiego i jest wiązany z twórczością Jana Henryka Klemma. Kościół powstał w dwóch etapach. Budowę rozpoczęto w roku 1742, a wieże powstały pod koniec roku 1748.

## Architektura

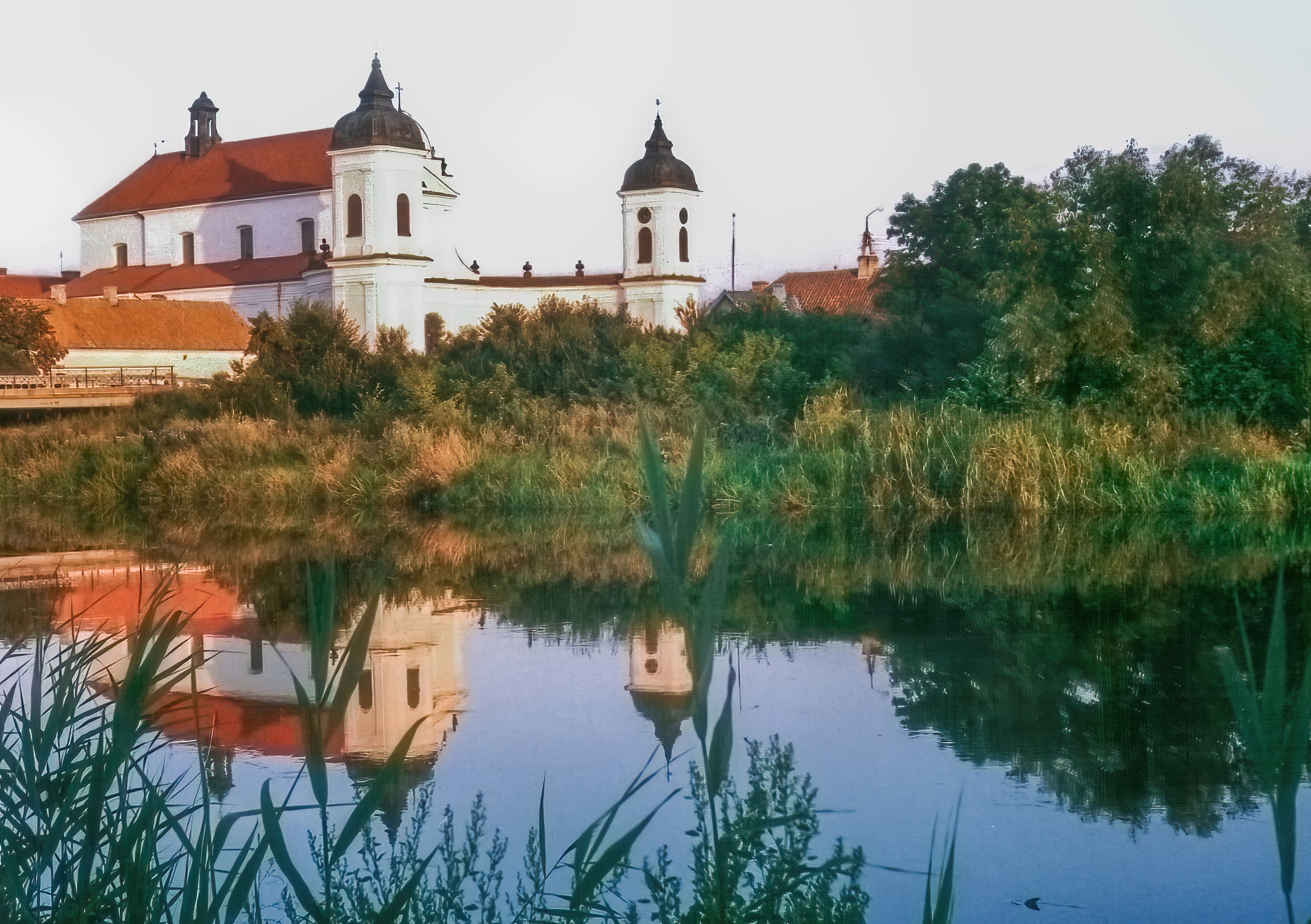
Kościół Trójcy Przenajświętszej – widok znad rzeki Narew

Późnobarokowy kościół zamyka wschodnią ścianę Dużego Rynku w Tykocinie, jest budowlą typu bazylikowego, z okazałą elewacją frontową określaną jako fasada parawanowa. Charakterystycznie dla tego regionu pokryty jasnożółtym tynkiem glinowym oraz czerwonym pokryciem dachowym. Po obu stronach elewacji frontowej znajdują się dwie wieże połączone z korpusem kościoła łukami i arkadami w kształcie półkolistych skrzydeł wykończonych w części dachowej misternie wykonanymi rzeźbami. Dziedziniec świątyni zamknięty jest od czoła żelaznym ogrodzeniem i bramą zdobioną popiersiami czterech ewangelistów.

## Wyposażenie
Trójnawowe wnętrze kościoła zdobią polichromie ścienne z 1749 r. wykonane przez Sebastiana Ecksteina. Barokowo-rokokowy ołtarz główny z ok. 1750 r. jest pozłacany i bogato zdobiony. W bocznych nawach, znacznie mniejszych i wspartych na czterech potężnych filarach, znajduje się sześć ołtarzy również polichromowanych i złoconych.

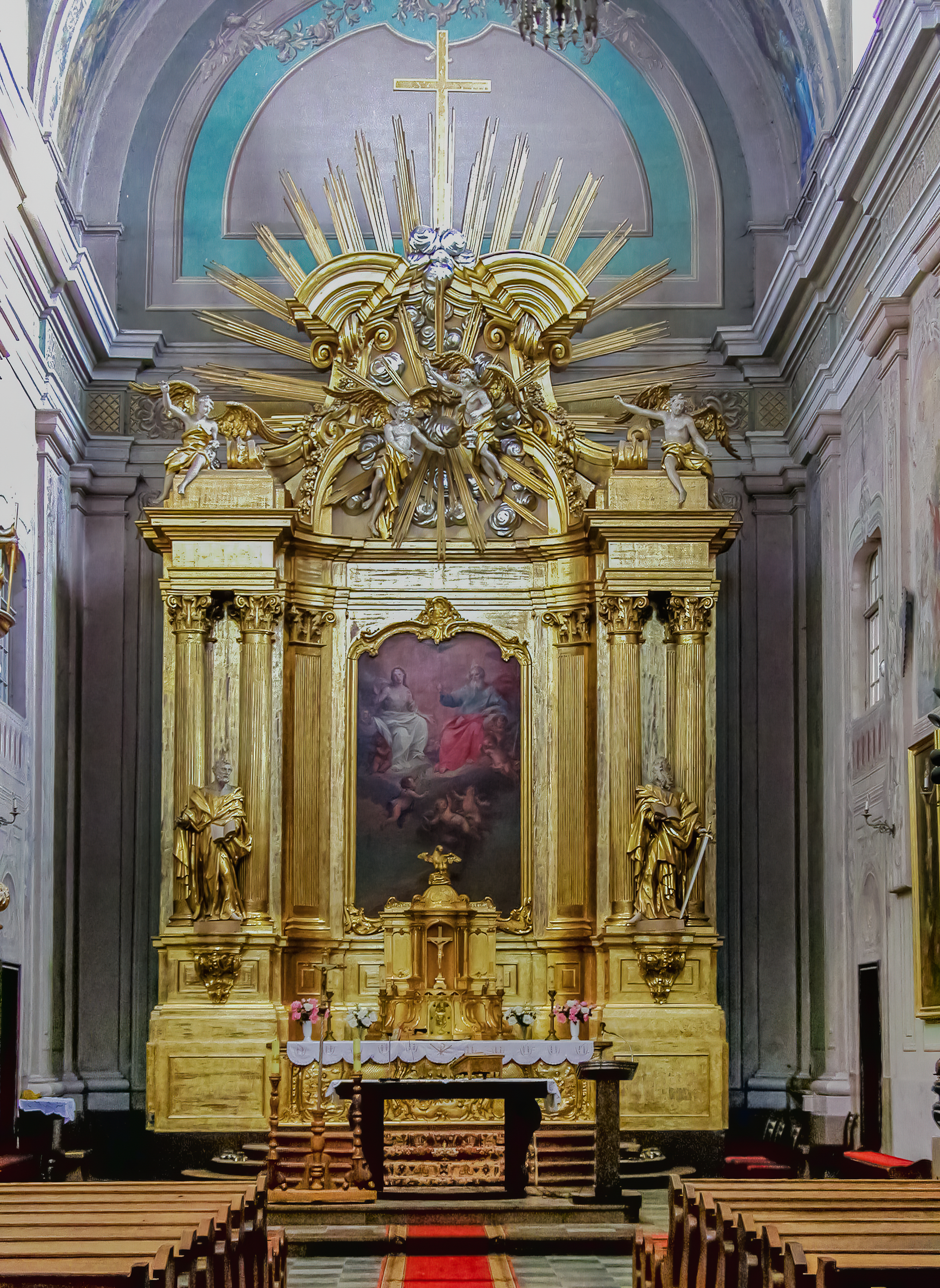
Ołtarz główny

Wszystkie obrazy w nawach bocznych namalowane zostały przez Szymona Czechowicza. Na ścianach po obu stronach wejścia dwa portrety małżonków Branickich, Jana Klemensa i Izabeli z Poniatowskich autorstwa Augusta Mirysa – nadwornego malarza Branickich. Polichromie sklepień nawy głównej i naw bocznych są dziełem Władysława Drapiewskiego z lat 1910–1912 wykonanymi zgodnie z trendami malarstwa XVIII w. Konfesjonały, bogato zdobiona ambona i chrzcielnica pochodzą z ok. 1750 r.
Nad kruchtą rozciąga się balkon chóralny z rokokowymi organami. Zbudowane one zostały około 1760 r. podobnie jak towarzyszący kościołowi zespół klasztorny z fundacji Jana Klemensa Branickiego. Organy odrestaurowane zostały w latach 1997–1999. 
W kościele znajduje się kielich, którego papież Jan Paweł II używał w czasie mszy świętej podczas swojej pielgrzymki do Łomży w 1991 roku. Kielich od 2 kwietnia 2005 (dnia śmierci papieża) jest używany przy odprawianiu mszy w najważniejsze uroczystości kościelne.
Bezpośrednio za kościołem znajduje się plebania przeznaczona przez misjonarzy na seminarium duchowne, a obecnie na plebanię parafii rzymskokatolickiej.

## Upamiętnienie
Poczta Polska wyemitowała 28 kwietnia 2022 r. znaczek pocztowy upamiętniający kościół w Tykocinie, o nominale 3,60 zł, w serii Piękno Polski. Wydrukowano 90 000 sztuk, techniką offsetową, na papierze fluorescencyjnym. Autorem projektu znaczka był Jarosław Ochendzan.
W 2025 roku Narodowy Bank Polski, w ramach serii Odkryj Polskę, wprowadził do obiegu milion sztuk monet o nominale 5 złotych, na rewersie których widnieje wizerunek kościoła pw. Trójcy Przenajświętszej w Tykocinie.

## Galeria

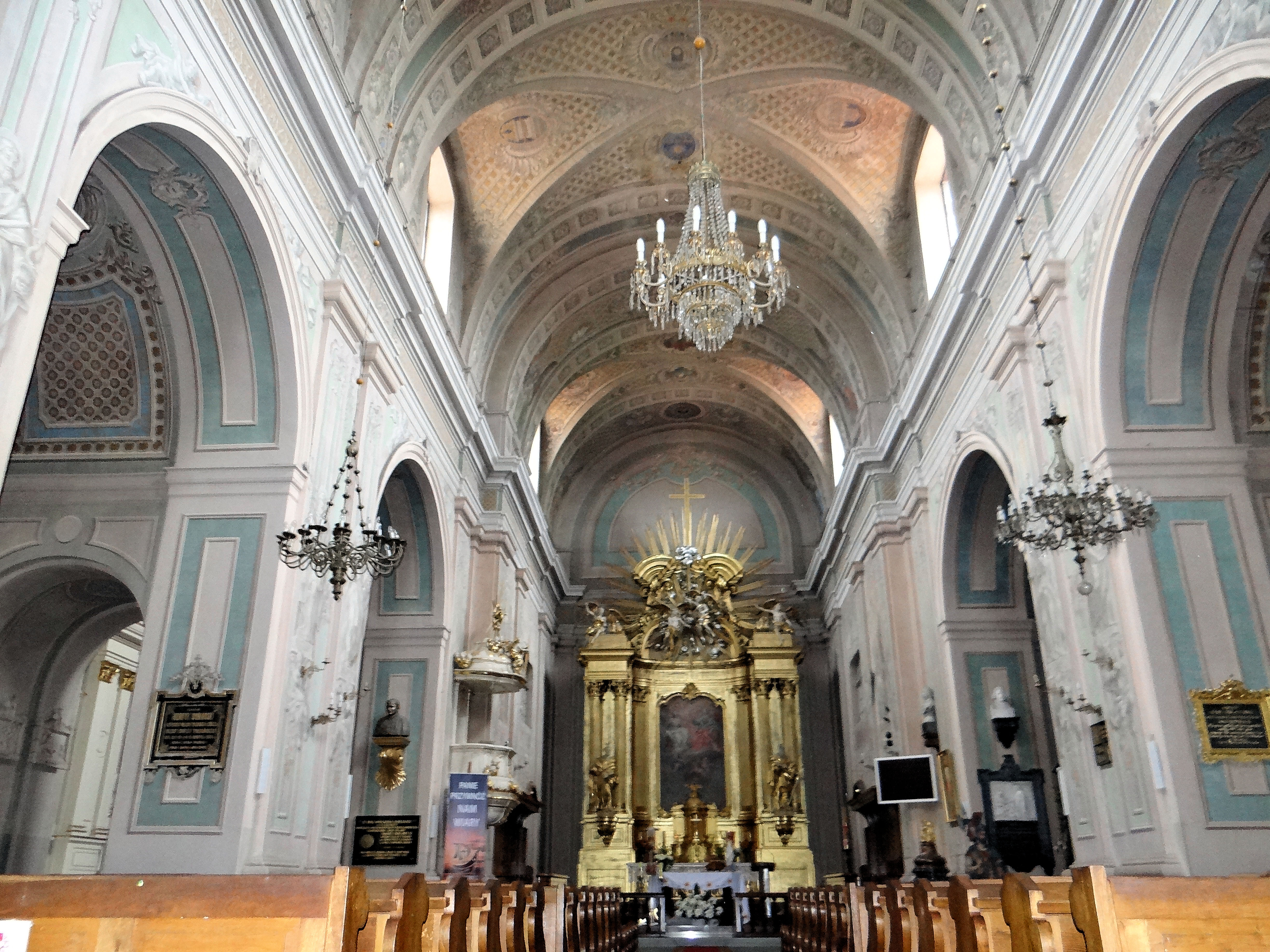
Nawa główna
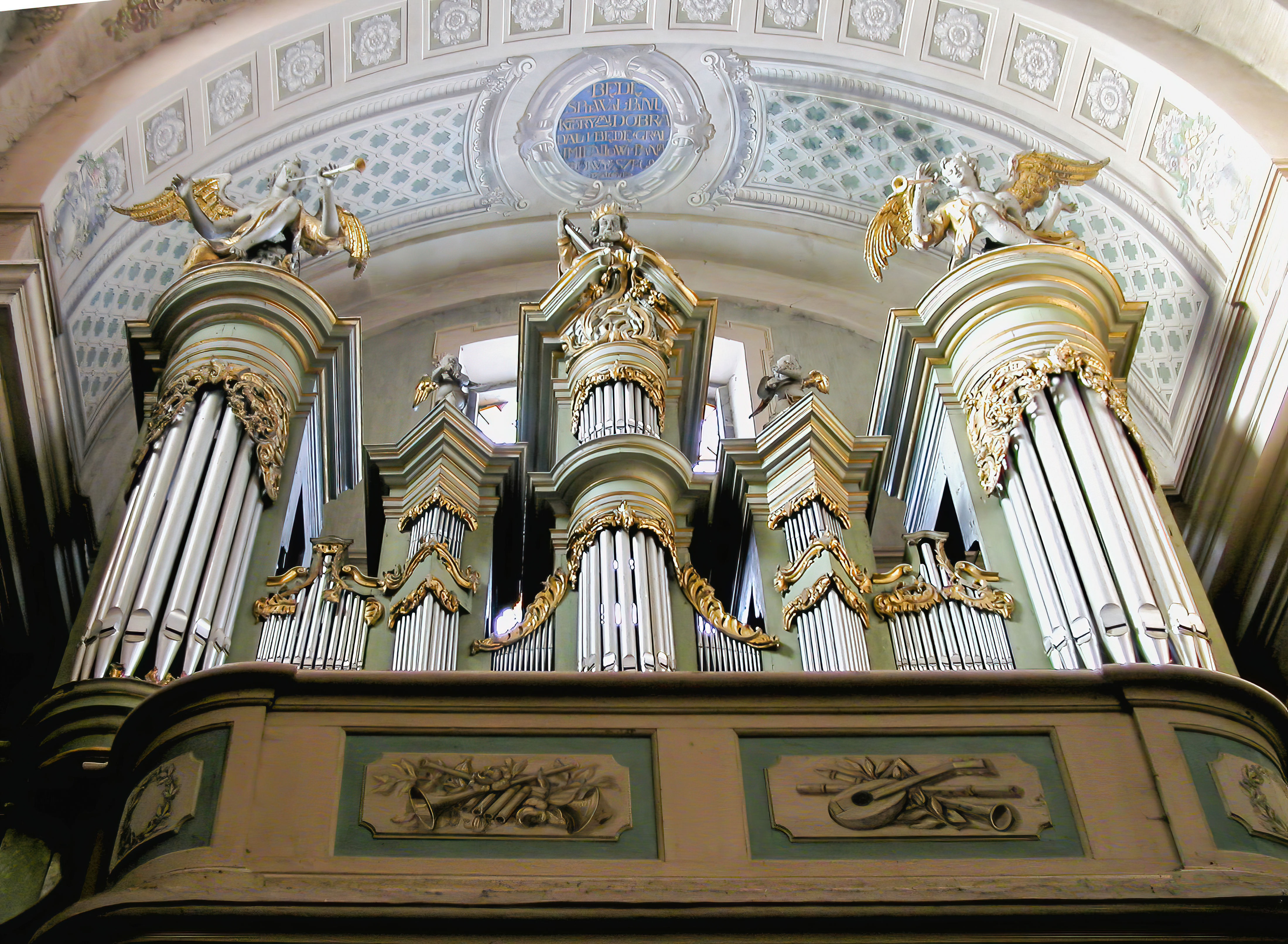
Organy kościoła
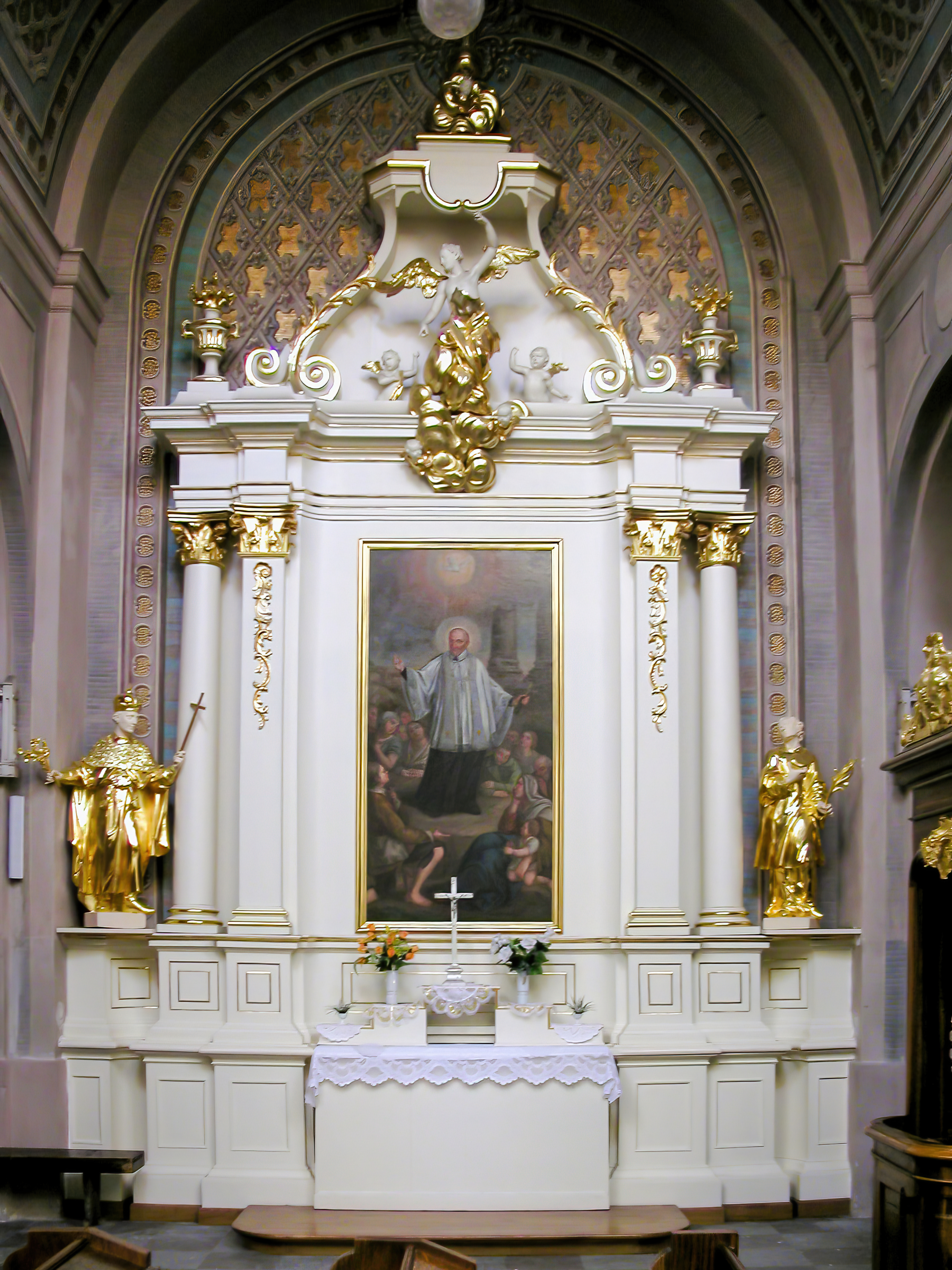
Ołtarz boczny
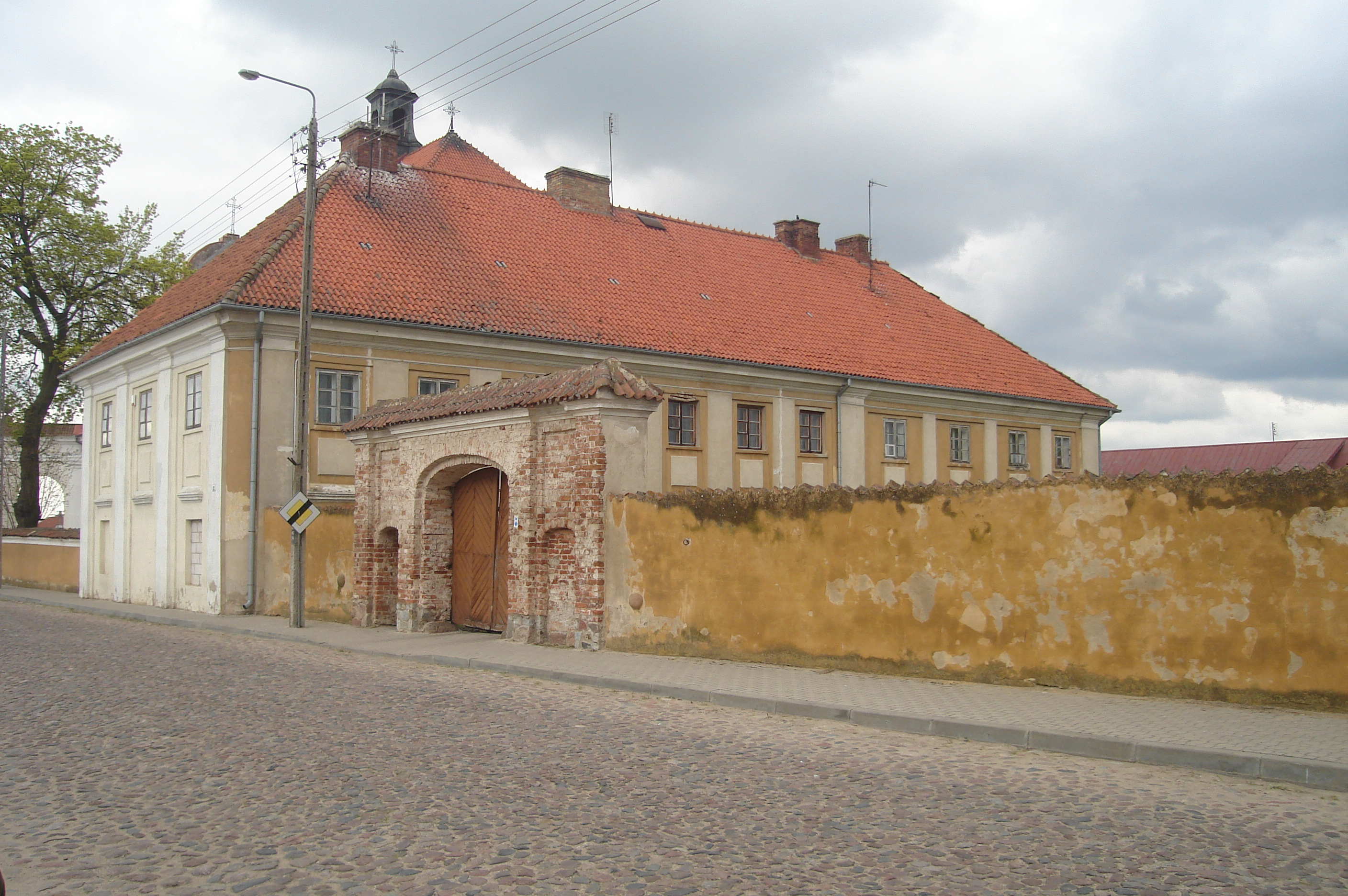
Dawny klasztor misjonarzy